# 9542 Eryan
9542 Eryan è un asteroide della fascia principale. Scoperto nel 1983, presenta un'orbita caratterizzata da un semiasse maggiore pari a 2,3987500 UA e da un'eccentricità di 0,1166779, inclinata di 8,30593° rispetto all'eclittica.